# Апджон, Ричард
Ричард Апджон (22 января 1802, Шафтсбери — 16 августа 1878, деревушка Гаррисон, штат Нью-Йорк) — американский архитектор английского происхождения, крупный представитель неоготики.
Родился в Англии, освоил строительное и мебельное дело. В 1829 году перебрался в Соединённые Штаты, жил в Нью-Бедфорде и Бостоне. В Бостоне впервые появился на архитектурной сцене, после чего был приглашён в Нью-Йорк для перестройки церкви св. Троицы. В дальнейшем строил церкви и особняки по всей Америке. Апджон романтически переосмыслял европейское наследие позднего средневековья и Ренессанса. Многие его церкви напоминают готические соборы, а особняки (например, дом Эдварда Кинга в Ньюпорте или Кенворти-Холл в Алабаме) — итальянские виллы. Вместе с тем, архитектор проводил и собственные разработки, его книга «Сельская архитектура Апджона» сформировала основные черты американского деревянного зодчества. В 1857 году Апджон был избран первым президентом Американского института архитектуры.
Скончался в 1878 году от размягчения мозга. Его чертежи хранятся в одной из библиотек Колумбийского университета, некоторым зданиям присвоен статус национального исторического памятника. Сын, Ричард Митчелл Апджон, пошёл по стопам отца.